# Helenactyna crucifera
Helenactyna crucifera là một loài nhện trong họ Dictynidae.
Loài này thuộc chi Helenactyna. Helenactyna crucifera được Octavius Pickard-Cambridge miêu tả năm 1873.